# Sub Zero - Paura sulle montagne
Sub Zero - Paura sulle montagne (Sub Zero) è un film d'azione statunitense del 2005 diretto da Jim Wynorski.

## Trama
Un gruppo di terroristi ruba un pericoloso congegno capace di attivare armi satellitari. Il loro aereo viene abbattuto dai russi ma l'arma si attiva. Le conseguenze potrebbero essere disastrose perché le potenze mondiali potrebbero scatenare una escalation e una guerra globale. A recuperare il congegno è John Deckert, un esperto scalatore che dovrà guidare una squadra sul K2.

## Produzione
Il film fu prodotto da Avrio Filmworks e diretto da Jim Wynorski  (accreditato come Jay Andrews) dal 22 marzo 2004 al 9 aprile 2004. Wynorski è accreditato anche come sceneggiatore. Costas Mandylor interpreta John Deckert.

## Distribuzione
Il film fu distribuito negli Stati Uniti nel 2005 dalla Lions Gate Films Home Entertainment per l'home video
Alcune delle uscite internazionali sono state:
- in Ungheria il 20 luglio 2005 (Fagyhatár alatt)
- negli Stati Uniti il 6 settembre 2005 (Sub Zero)
- nei Paesi Bassi l'8 novembre 2005
- in Giappone il 7 gennaio 2006
- in Italia (Sub Zero - Paura sulle montagne)
- in Germania (Sub Zero - Unter Null)
- in Grecia (Pagomeni kolasi)
- in Francia (Péril en altitude)

## Promozione
Le tagline sono:
- "The fate of humankind is only a slip away.".
- "Hell Has Never Been So Cold.".

## Critica
Secondo MyMovies gli scenari sono suggestivi ma il film è diretto in maniera banale e interpretato da un attore, Costas Mandylor, che risulta essere "poco espressivo".